# Ayhan Taşkın
Ayhan Taşkın (n. 6 ianuarie 1953, Tarsos, Turcia) este un luptător ce a reprezentat Turcia, medaliat olimpic. A participat la o ediție a Jocurilor Olimpice (1984) în care a câștigat o medalie de bronz.

## Participări
Lista de mai jos prezintă principalele competiții la care a participat Ayhan Taşkın de-a lungul carierei.
- wrestling at the 1984 Summer Olympics – men's freestyle +100 kg[*]